# زبان آرهو
Arhö یک زبان اقیانوسیه ای درخطر در کالدونیای جدید است. در سال ۲۰۰۰، تنها ۱۰ نفر به این زبان صحبت می‌کردند.